# Station La Crèche
Station La Crèche is een spoorweghalte in de Franse gemeente La Crèche.